# Liste der Naturschutzgebiete im Land Salzburg
Im Land Salzburg sind 28 Gebiete als Naturschutzgebiet ausgewiesen (Stand Jänner 2018).

## Liste der Naturschutzgebiete
| Foto |                 | Name                            | ID       | Bezirk                                     | Standort | Beschreibung | Fläche    | Datum      |
| ---- | --------------- | ------------------------------- | -------- | ------------------------------------------ | --- | --- | --------- | ---------- |
| 1    | Datei hochladen | Trumerseen                      | NSG00001 | Salzburg-Umgebung                          | Berndorf bei Salzburg, Mattsee, Seeham KG: Mattsee, Berndorf, Seeham Standort | → Hauptartikel : Trumer Seen f1 | 413,89 ha | 01.01.1973 |
| 1    | Datei hochladen | Sieben Möser Gerlosplatte       | NSG00002 | Zell am See                                | Krimml KG: Krimml Standort | | 167,75 ha | 01.05.1981 |
| 1    | Datei hochladen | Gerzkopf                        | NSG00003 | Hallein, St. Johann im Pongau              | Annaberg-Lungötz, Eben im Pongau, Filzmoos, St. Martin am Tennengebirge KG: Lammerthal, Schattbach, Neuberg, Neubach Standort                                                                                      | → Hauptartikel : Gerzkopf f1 | 90,83 ha  | 01.06.1981 |
| 0 BW | Datei hochladen | Sonntagshorn-West               | NSG00004 | Zell am See                                | Unken KG: Gföll Standort | | 171,89 ha | 01.02.1982 |
| 1    | Datei hochladen | Tennengebirge                   | NSG00005 | Hallein, St. Johann im Pongau              | Abtenau, Annaberg-Lungötz, Golling an der Salzach, Scheffau am Tennengebirge, Pfarrwerfen, St. Martin am Tennengebirge, Werfen, Werfenweng Standort                                                                | → Hauptartikel : Tennengebirge f1 | 85 km²    | 01.03.1982 |
| 1    | Datei hochladen | Oichtenriede                    | NSG00006 | Salzburg-Umgebung                          | Dorfbeuern, Nußdorf am Haunsberg KG: Dorfbeuern, Pinswag Standort | → Hauptartikel : Natur- und Europaschutzgebiet Oichtenriede | 105,45 ha | 01.04.1982 |
| 0 BW | Datei hochladen | Hammerauer-Moor                 | NSG00007 | Salzburg                                   | Salzburg KG: Leopoldskron Standort | | 31,62 ha  | 01.03.1983 |
| 1    | Datei hochladen | Egelseen                        | NSG00008 | Salzburg-Umgebung                          | Mattsee, Schleedorf KG: Obernberg, Schleedorf Standort | → Hauptartikel : Egelseen f1 | 103,11 ha | 01.01.1973 |
| 1    | Datei hochladen | Fuschlsee                       | NSG00009 | Salzburg-Umgebung                          | Fuschl am See, Hof bei Salzburg, Thalgau KG: Egg, Hof, Fuschl Standort | → Hauptartikel : Fuschlsee f1 | 99,89 ha  | 01.10.1975 |
| 0 BW | Datei hochladen | Winklmoos                       | NSG00010 | Zell am See                                | Unken KG: Gföll Standort | | 78,08 ha  | 01.01.1977 |
| 1    | Datei hochladen | Rosanin                         | NSG00011 | Tamsweg                                    | Ramingstein, Thomatal KG: Bundschuh, Ramingstein Standort | Im Dreiländereck Kärnten-Steiermark-Salzburg liegt das Wiesen- und Weidegebiet Rosanin, es besteht aus den glazial geformten Trogtälern Kremsbach- und Mühlbachtal und wird den Gurktaler Alpen zugeordnet. Die Flora in der alpinen Stufe bilden hier Krummseggenrasen durchsetzt mit Schutt- und Felsfluren im Gipfelbereich. An den Steilflanken wachsen Lärchen-Zirbenwälder, während sich im Flachen durch den Wasserreichtum viele Feuchtflächen wie Quellfluren, Seggensümpfe und Niedermoore gebildet haben. | 11 km²    | 01.06.1977 |
| 1    | Datei hochladen | Kalkhochalpen                   | NSG00012 | Hallein, St. Johann im Pongau, Zell am See | Golling an der Salzach, Kuchl, Mühlbach am Hochkönig, Werfen, Dienten am Hochkönig, Lofer, Maria Alm am Steinernen Meer, Saalfelden am Steinernen Meer, Sankt Martin bei Lofer, Unken, Weißbach bei Lofer Standort | → Hauptartikel : Salzburger Kalkhochalpen f1 | 236 km²   | 01.01.1984 |
| 1    | Datei hochladen | Obertrumer See                  | NSG00013 | Salzburg-Umgebung                          | Mattsee, Obertrum am See KG: Mattsee, Obertrum Standort | → Hauptartikel : Obertrumer See f1 | 50,85 ha  | 01.11.1973 |
| 1    | Datei hochladen | Wallersee-Wenger Moor           | NSG00014 | Salzburg-Umgebung                          | Köstendorf, Neumarkt am Wallersee, Seekirchen am Wallersee KG: Matzing, Seewalchen, Köstendorf, Tödtleinsdorf Standort                                                                                             | → Hauptartikel : Wallersee f1 | 298,21 ha | 01.09.1971 |
| 1    | Datei hochladen | Wallersee Bayrhamer Spitz       | NSG00015 | Salzburg-Umgebung                          | Seekirchen am Wallersee KG: Seewalchen Standort | | 48,01 ha  | 01.10.1973 |
| 1    | Datei hochladen | Wallersee Fischtaginger Spitz   | NSG00016 | Salzburg-Umgebung                          | Seekirchen am Wallersee KG: Seekirchen, Seewalchen Standort | | 46,86 ha  | 01.10.1973 |
| 1    | Datei hochladen | Wolfgangsee Blinklingmoos       | NSG00017 | Salzburg-Umgebung                          | Strobl KG: Gschwendt, Strobl Standort | → Hauptartikel : Blinklingmoos f1 | 100,99 ha | 01.08.1973 |
| 1    | Datei hochladen | Zeller See                      | NSG00018 | Zell am See                                | Bruck an der Großglocknerstraße, Zell am See KG: Zell/See, Hundsdorf Standort | → Hauptartikel : Zeller See (Salzburg) f1 | 203,11 ha | 01.01.1984 |
| 0 BW | Datei hochladen | Ursprunger Moor                 | NSG00019 | Salzburg-Umgebung                          | Elixhausen KG: Elixhausen Standort | | 17,07 ha  | 01.02.1980 |
| 1    | Datei hochladen | Paarseen-Schuhflicker-Heukareck | NSG00020 | St. Johann im Pongau                       | Dorfgastein, Großarl, Sankt Veit im Pongau KG: Klamm, Schied, Untersberg Standort | → Hauptartikel : Naturschutzgebiet Paarseen-Schuhflicker-Heukareck f1 | 867,05 ha | 01.05.1990 |
| 0 BW | Datei hochladen | Obertauern-Hundsfeldmoor        | NSG00021 | St. Johann im Pongau                       | Untertauern, Tweng KG: Untertauern, Tweng Standort | | 99,84 ha  | 01.03.1991 |
| 1    | Datei hochladen | Rotmoos-Käfertal                | NSG00022 | Zell am See                                | Fusch an der Großglocknerstraße KG: Fusch Standort | | 168,74 ha | 01.02.2003 |
| 0 BW | Datei hochladen | Überlingmoore                   | NSG00023 | Tamsweg                                    | Tamsweg KG: Haiden Standort | | 38,41 ha  | 01.09.2005 |
| 1    | Datei hochladen | Weidmoos                        | NSG00024 | Salzburg-Umgebung                          | Lamprechtshausen, Sankt Georgen bei Salzburg Standort | | 135,93 ha | 01.05.2006 |
| 0 BW | Datei hochladen | Schwarzbergklamm                | NSG00025 | Zell am See                                | Unken Standort | | 14,07 ha  | 01.05.2006 |
| 1    | Datei hochladen | Tauglgries                      | NSG00026 | Hallein                                    | Kuchl, Bad Vigaun KG: Vigaun, Jadorf GrStNr: 361; 722/3; 362/1, 940/1; 856/1; 241/1 Standort | Die noch weitgehend intakte Wildflusslandschaft beginnt mit dem Einschnitt der Taugl im gebankten Felsbereich und öffnet sich dann zu einem breiten Schotterbett. Ständige Umlagerungen schaffen Sand- und Kiesbänke, die einer speziell angepassten Tierwelt Lebensraum und Rückzugsort sind. Die Kiesbankbrüter Flussuferläufer oder Flussregenpfeifer legen ihre Eier zwischen den Steinen, wo sie sich kaum von der Umgebung abheben. An Insekten kommen z. B. der Sandlaufkäfer oder der Kiesbank-Grashüpfer vor. Die Ufervegetation besteht aus Pestwurzfluren, auf den Schotterterrassen siedeln Weidengebüsche, an den Hängen teilweise artenreiche Schluchtwaldbestände. Vom 1. April bis 31. Juli besteht ein Betretungsverbot, um die Bodengelege vor Zertretung zu schützen. 2013 wurde das Schutzgebiet von ursprünglich 31,9 ha auf 50,6 ha erweitert. | 50,65 ha  | 01.12.2007 |
| 1    | Datei hochladen | Nordmoor am Mattsee             | NSG00027 | Salzburg-Umgebung                          | Mattsee KG: Mattsee GrStNr: 281/1 Standort | | 2,38 ha   | 01.03.2008 |
| 1    | Datei hochladen | Bürmooser Moor                  | NSG00028 | Salzburg-Umgebung                          | Bürmoos Standort | → Hauptartikel : Bürmooser Moor f1 | 57,76 ha  | 01.12.2008 |